# المستدرک علی الصحیحین
المُسْتَدرَک علی الصَحیحَین یکی از آثار مهم حاکم نیشابوری است که در سال ۳۷۳ق املاء شده‌است. المستدرک علی الصحیحین از منابع احادیث اهل سنت است. موضوع آن، احادیث صحیح السندی است که به عنوان مستدرک و تکمله بر دو کتاب صحیح بخاری و صحیح مسلم جمع‌آوری شده‌است.
این اثر به زبان عربی است. نویسنده در پیش گفتار کتاب دربارهٔ انگیزهٔ نوشتن این اثر نوشته‌است:
جماعتی از بزرگان حدیث این دیار از من تقاضا کردند که کتابی از احادیث صحیح، بر طبق اسنادی که بخاری و مسلم بدان احتجاج کرده‌اند، جمع‌آوری کنم چرا که عذری برای عدم تدوین روایاتی که مشکلی ندارد وجود ندارد و آن دو نفر هم ادعایی در این جهت (جمع‌آوری همه روایات صحیح) نکرده‌اند.
کتاب مستدرک شامل ۸۸۰۳ حدیث است که در ۵۱ کتاب و در موضوعاتی که بیشتر، فقهی هستند، جمع‌آوری شده‌است. تعداد موضوعات کتاب ۳۶۴۷ عنوان می‌باشد. این احادیث با کتاب الایمان، کتاب العلم، کتاب الطهارة، کتاب الصلاة وکتاب الجمعة شروع شده و با کتاب الطب، کتاب الرقی و التمائم، کتاب الفتن و الملاحم و کتاب الاهوال پایان می‌پذیرند. یکی از ویژگی‌های این کتاب، آوردن مجموعه‌ای کامل از احادیثی است که در فضیلت علی بن ابیطالب و اهل بیت اوست که تقریباً ۲۶۰ حدیث را شامل می‌شود.